# بيت الأمير (مناخة)

تعديل مصدري - تعديل

بيت الأمير هي إحدى قرى عزلة هوزان بمديرية مناخة التابعة لمحافظة صنعاء، بلغ تعداد سكانها 346 نسمة حسب تعداد اليمن لعام 2004.